# Эльбан (приток Амура)
Эльбан — река в Амурском районе Хабаровского края. Длина — 99 км, площадь водосборного бассейна — 1400 км².

## География
Исток Эльбана находится в горном хребте Джаки-Унахта-Якбыяна на границе Хабаровского и Амурского районов на высоте более 361 м над уровнем моря. В верховьях течёт на юго-восток. Обогнув гору Маглой (1284 м) с северо-востока, река поворачивает на юг. В среднем течении в русле реки шиверы и осерёдки, характерна многорукавность. Впадает в озеро Омми в пойме Амура у села Омми, в 27 км к юго-западу от Амурска. Высота устья — 20 м над уровнем моря. На реке расположен посёлок Эльбан. Низовья заболочены, ширина реки там составляет 40-77 м при глубине 1-1,1 м, скорость течения в низовьях — 1,8 м/с.

## Основные притоки
Указаны притоки длиной 20 км и более
| Название     | Расстояние от устья | Длина | Положение |
| ------------ | ------------------- | ----- | --------- |
| Савой-Хайчон | 4                   | 21    | левый     |
| Анаджакан    | 24                  | 52    | правый    |
| Маглой       | 45                  | 36    | правый    |
| Поха         | 78                  | 22    | левый     |

## Данные водного реестра
По данным государственного водного реестра России и геоинформационной системы водохозяйственного районирования территории РФ, подготовленной Федеральным агентством водных ресурсов:
- Бассейновый округ — Амурский
- Речной бассейн — Амур
- Речной подбассейн — Амур от впадения Уссури до устья
- Водохозяйственный участок — Амур от города Хабаровск до города Комсомольск-на-Амуре